# Бірюков Михайло Юрійович
Михайло Юрійович Бірюков (рос. Михаил Юрьевич Бирюков, 7 травня 1958, Орєхово-Зуєво) — радянський футболіст, воротар ленінградського «Зеніту» в 1980-х роках. Майстер спорту СРСР. Заслужений тренер Росії (2008).

## Біографія
Вихованець орєхово-зуєвської команди «Знамя труда». У чемпіонатах СРСР провів 252 матчі за «Зеніт».
За збірну СРСР зіграв 2 матчі (зі збірною Мексики 19 серпня 1984 року вийшов на заміну на 84-й хвилині і 25 січня 1985 року зі збірною Югославії відіграв весь матч, пропустивши один гол з пенальті і один з гри).
Грав за естонські клуби «Тевалте» і «Лантана-Марлекор».
Ігрову кар'єру закінчив у 42 роки, прийнявши запрошення від волгоградського «Ротора» стати тренером воротарів, але вже через півроку був запрошений до Петербурга Ю. А. Морозовим, який щойно очолив «Зеніт». Протягом двох років він був головним помічником Морозова, а з 5 липня по 26 серпня 2002 року виконував обов'язки головного тренера команди.
У лютому 2003 року очолив разом з Морозовим команду «Петротрест». З 2006 року — тренер воротарів у «Зеніті».
Єдиний з зенітівців, причетний до всіх п'яти чемпіонств команди — як гравець у 1984 році і як тренер воротарів у 2007, 2010, 2012, 2015 роках.

## Досягнення

### Командні
- Чемпіон СРСР (1984).
- Фіналіст Кубка СРСР (1984).
- Володар Кубка сезону (1985)
- Володар Кубка Фінляндії (1992).
- Срібний призер чемпіонат Фінляндії (1993).

### Особисті
- Володар призу «Воротар року»: 1984.
- Член Клубу Легенд «Зеніту» (383 матчі за клуб)[6].
- Член Клубу Леоніда Іванова (123 сухих матчу за «Зеніт» і 1 за збірну СРСР)[7].
- Кращий воротар чемпіонату Фінляндії (1992, 1993).
- Кращий легіонер чемпіонату Фінляндії (1992, 1993).[8]